# Binnenmeer
Ein Binnenmeer (binnen = ‚innen‘) ist ein großes Nebenmeer, das mit einem Meer oder Ozean durch eine Meerenge (Meeresstraße) verbunden ist, an der das gegenüberliegende Ufer mit bloßem Auge zu erkennen ist (Sichtverbindung).

## Abgrenzung von ähnlichen Begriffen
Im Gegensatz zu Binnenseen und anderen Binnengewässern sind Binnenmeere nicht vollständig von einer Landfläche eingeschlossen.
Nicht als Binnenmeer gelten Meerbusen (z. B. Finnischer Meerbusen) oder Golfe (z. B. Golf von Biskaya), weil diese durch einen breiten Meeresbereich mit dem jeweiligen Hauptmeer verbunden oder nur durch eine großmaschige Inselkette von diesem getrennt sind.
In derselben Weise unterscheiden sich auch Randmeere von Binnenmeeren. Sie liegen am Rand eines Ozeans und sind wesentlich weniger deutlich von ihm abgegrenzt. Zum Beispiel ist die Nordsee kein Binnenmeer, sondern ein Randmeer des Atlantiks.
Binnenmeere können zwischen zwei Kontinenten liegen, zum Beispiel das Schwarze Meer oder das Rote Meer. Siehe dazu Mittelmeer (Gewässer).

## Salinität
Der Salzgehalt eines Binnenmeeres kann deutlich von dem des benachbarten Ozeans abweichen, da der Zu- und/oder Abfluss von Salzwasser nur über die relativ schmale Meerenge erfolgt, die das Binnenmeer mit dem Weltmeer verbindet. Ist das Binnenmeer im Verhältnis zur Breite der Meerenge relativ groß, ist dessen Salzgehalt vor allem abhängig vom Verhältnis der Verdunstungsrate zum Süßwasser-Eintrag durch die einmündenden Fließgewässer und durch Niederschläge. Dieses Verhältnis hängt wiederum im Wesentlichen davon ab, welches Klima in der entsprechenden Region herrscht.
So ist z. B. die Ostsee ein sogenanntes Verdünnungsbecken, in dem die Salinität geringer ist als die der Ozeane. Bedingt durch ihre Lage in einer humiden Klimazone ist der Eintrag von Süßwasser durch Niederschläge und Flüsse generell hoch und die Verdunstung relativ niedrig. Dies kann durch den geringen Zufluss normalsalzigen Wassers über die Meerengen, die sie mit der Nordsee und damit dem Atlantik verbinden (siehe unten), nicht ausgeglichen werden.
Das Mittelmeer hingegen gehört zu den sogenannten Konzentrationsbecken, in denen die Salinität höher ist als die der Ozeane. Bedingt durch seine Lage in einer semihumiden bis ariden Klimazone ist der Eintrag von Süßwasser durch Niederschläge und Flüsse generell gering und die Verdunstung relativ hoch. Dies kann durch den geringen Zufluss salzärmeren Wassers über die Meerengen, die es mit seinen Nachbarmeeren verbindet (siehe unten), nicht ausgeglichen werden.

## Beispiele für Binnenmeere

### Arktischer Ozean (Nordpolarmeer)
Teilweise wird das Weiße Meer als Binnenmeer der Barentssee bzw. des Arktischen Ozeans bezeichnet. Dessen Öffnung zum eisigen Nordpolarmeer ist rund 45 km breit.

### Atlantischer Ozean

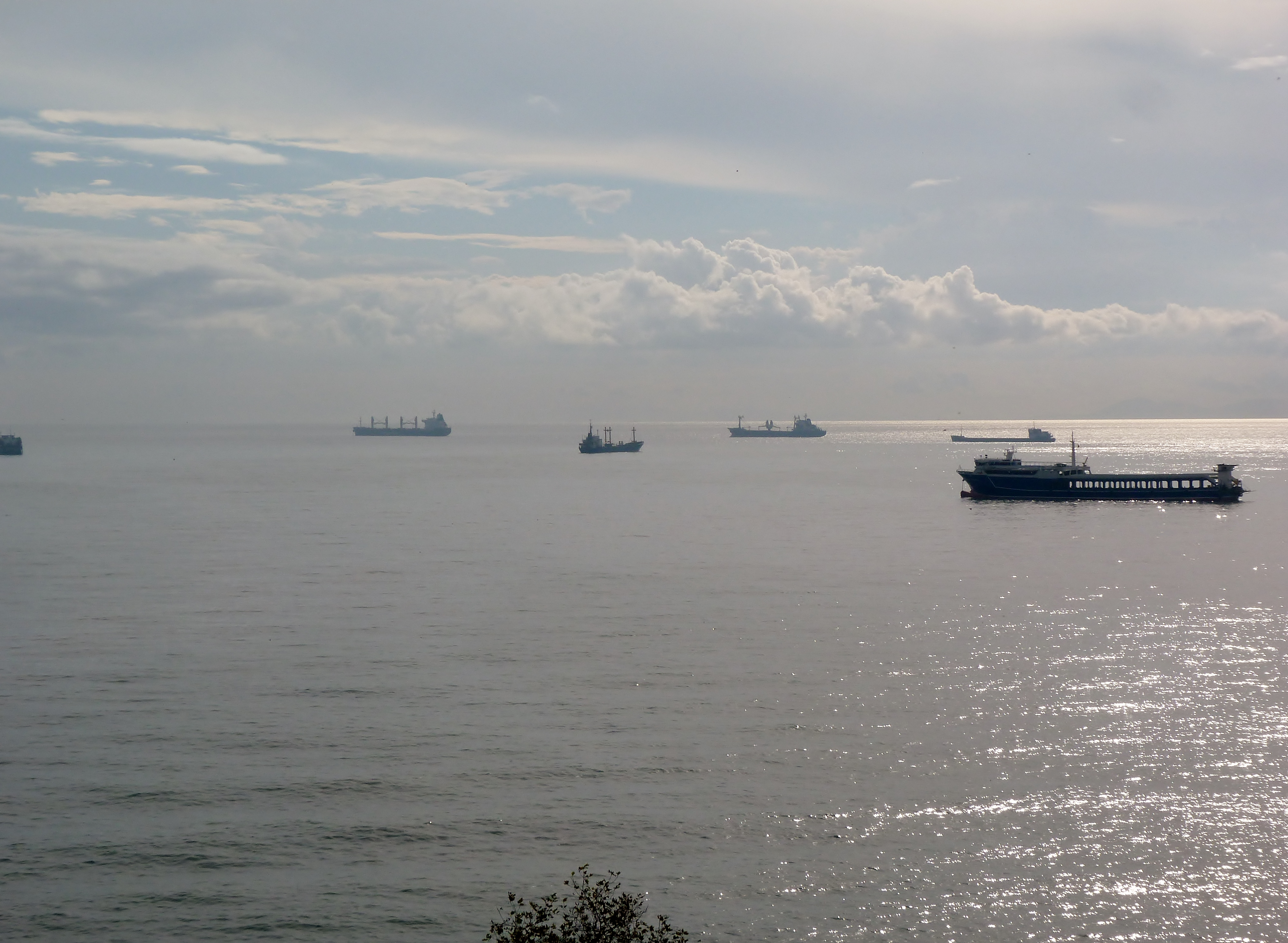
Das Marmarameer, aufgenommen bei Tekirdağ

Binnenmeere des Atlantischen Ozeans sind:
- Mittelmeer, durch die Straße von Gibraltar mit dem Atlantischen Ozean verbunden
  - Marmarameer, durch die Dardanellen mit dem Mittelmeer verbunden
    - Schwarzes Meer, durch den Bosporus mit dem Marmarameer und weiter über die Dardanellen mit dem Mittelmeer verbunden
      - Asowsches Meer, durch die Straße von Kertsch mit dem Schwarzen Meer verbunden
- Ostsee, über Öresund, Großer Belt, Kleiner Belt – Kattegat – Skagerrak mit der Nordsee verbunden

### Indischer Ozean
Binnenmeere des Indischen Ozeans sind:
- Rotes Meer, durch den Bab al-Mandab mit dem Golf von Aden und dem Arabischen Meer verbunden
- Persischer Golf, durch die Straße von Hormus mit dem Golf von Oman und dem Arabischen Meer verbunden

### Karibisches Meer

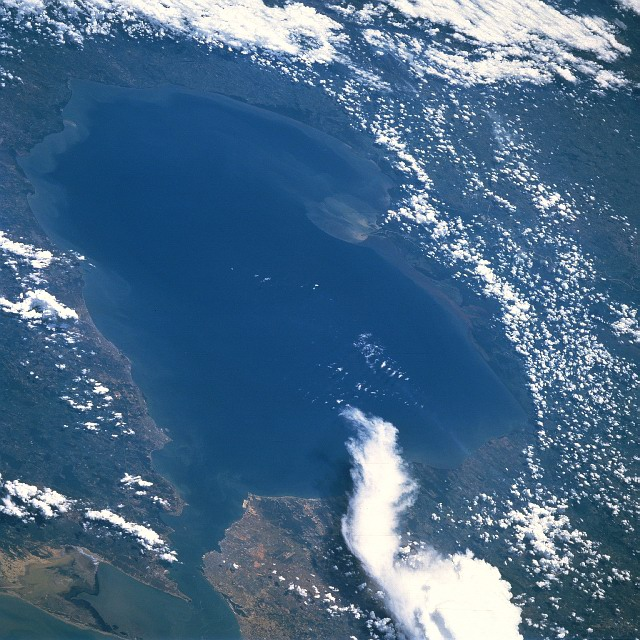
Maracaibo-See aus 313 km Höhe von Norden gesehen, unten links im Bild die Tablazo-Straße

Ein Binnenmeer der Karibik ist der Maracaibo-See in Venezuela, durch die Tablazo-Straße (knapp 10 km breit) mit dem Golf von Venezuela verbunden.

### Pazifischer Ozean
Ein Binnenmeer des Pazifischen Ozeans ist die Seto-Inlandsee (Japan), durch vier verschiedene Meerengen mit dem Pazifischen Ozean verbunden.
Der Golf von Kalifornien ist kein Binnenmeer des Pazifischen Ozeans, sondern ein Randmeer, da seine Öffnung rund 200 km breit ist.